# Гангток
Га́нгток (хинди गंगटोक, тиб. སྒང་ཐོག་) — город в Индии, в Гималаях, столица штата Сикким. Население — 98 тыс. жителей (2011). Торгово-транспортный узел. Кустарные промыслы. Институт тибетологии. Развивается туризм. Является самым высокогорным городом в Индии.

## История
До 1975 года Сикким был независимым княжеством, хотя и обременённым особым соглашением, позволяющим Индии контролировать его иностранные отношения и вопросы, связанные с обороной. Однако, период политического кризиса и восстаний в столице Сикким — Гангтоке, привёл к тому, что Индия аннексировала территории княжества, и Сикким превратился в 22 индийский штат. Сегодня[когда?] правительство Индии тратит огромные средства на реконструкцию дорог, электрификацию, водоснабжение и промышленное развитие Сиккима.
Гангток стал столицей Сиккима лишь в середине XIX века (предыдущие столицы располагались в Яксуме и Рабданцэ), и за последние годы претерпел значительную модернизацию.
С открытием перевала Нату-Ла в 2006 году ожидается развитие торговли в Гангтоке и во всём штате.

## Достопримечательности
Среди достопримечательностей Гангтока можно отметить Цук Ла Канг — королевский дворец, также являющийся главным буддистским храмом Сиккима. Однако он открыт для посетителей только раз в году, во время празднования тибетского нового года, когда тысячи людей стекаются посмотреть знаменитый танец Чёрной Короны, символизирующий победу добра над злом.
Одно из интереснейших мест для посещения в Гангтоке — Музей Института Тибетологии. Основанный в 1958 году и построенный в традиционном тибетском стиле, институт занимается развитием исследований языка и традиций Тибета. Здесь представлено одно из богатейших в мире собраний древних книг и редких рукописей, предметов культа и тибетской живописи тангка.
В Гангтоке стоит посетить несколько буддистских монастырей и замечательный парк орхидей, где представлено около 450 видов этих цветов. Самый хороший вид на Канченджангу открывается с площадки Таши, при условии, что гору не закрывают облака. Окрестности Гангтока изобилуют горными озёрами и парками.
На противоположном склоне долины реки Ранипул расположен монастырь Румтек.

## Климат
| Показатель                               | Янв. | Фев. | Март  | Апр.  | Май   | Июнь  | Июль  | Авг.  | Сен.  | Окт.  | Нояб. | Дек. | Год  |
| ---------------------------------------- | ---- | ---- | ----- | ----- | ----- | ----- | ----- | ----- | ----- | ----- | ----- | ---- | ---- |
| Средний максимум, °C                     | 12,3 | 13,7 | 18,3  | 20,9  | 21,6  | 22,2  | 22,0  | 22,4  | 21,6  | 20,7  | 17,6  | 14,1 | 19,0 |
| Средний минимум, °C                      | 4,0  | 5,2  | 8,7   | 11,3  | 13,4  | 15,9  | 16,5  | 16,4  | 15,3  | 12,1  | 8,5   | 5,4  | 11,1 |
| Норма осадков, мм                        | 30,9 | 79,1 | 116,0 | 289,2 | 552,6 | 603,1 | 649,6 | 574,0 | 487,7 | 181,1 | 40,0  | 22,7 | 3626 |
| Источник: Meteorological Center, Gangtok |      |      |       |       |       |       |       |       |       |       |       |      |      |